# Публий Сервилий Рулл
Пу́блий Серви́лий Рулл (лат. Publius Servilius Rullus; умер после 63 или 40 года до н. э.) — римский политический деятель из плебейского рода Сервилиев Руллов, народный трибун 63 года до н. э.

## Происхождение
Сервилий Рулл принадлежал к древнему патрицианскому роду, одному из шести родов, происходивших из Альба-Лонги. Предположительно, его отцом являлся монетный триумвир 89 года до н. э. с тем же именем, упомянутый Плинием как первый из римлян, кто подал на пиру целого кабана.
Значение когномена Сервилия — «Рулл» (Rullus) — не вполне ясно. Вместе с тем, советский филолог-антиковед Е. Фёдорова выводит происхождение агномена Квинта Фабия Максима, жившего ещё в IV веке до н. э., от Rullus (в значении «Руллов, принадлежащий Руллу»).

## Биография
Публий Сервилий был одним из народных трибунов 63 года до н. э. Действуя в этом качестве, по всей видимости, от имени Гая Юлия Цезаря, он внёс в сенат законопроект о наделении землёй малоимущих и учреждении для этого специальной аграрной комиссии с широкими полномочиями. Один из консулов того года Марк Туллий Цицерон, заручившись поддержкой коллеги Рулла — Луция Цецилия Руфа, выступил против этой инициативы. Он произнёс речь в сенате, а потом ещё две — перед народом; в результате закон не был принят.
О дальнейшей судьбе Публия Сервилия источники достоверно ничего не сообщают. Возможно, префектом конницы Гая Юлия Цезаря Октавиана в Перузинскую войну (40 год до н. э.), который носил такое же имя, и был неудачливый автор земельного закона 63 до н. э.

## Семья
Достоверно известно, что супругой Сервилия Рулла являлась дочь некоего Вальгия, согласно Цицерону, нажившегося на имуществе проскрибированных в период сулланского террора. Предположительно, сыном народного трибуна мог быть префект всадников у Гая Юлия Цезаря Октавиана в Перузинскую войну, разбитый силами Антония близ Гирии.